# Doncourt-aux-Templiers
Doncourt-aux-Templiers település Franciaországban, Meuse megyében. Lakosainak száma 67 fő (2022. január 1.). Doncourt-aux-Templiers Woël, Avillers-Sainte-Croix, Hannonville-sous-les-Côtes, Jonville-en-Woëvre, Labeuville és Saint-Hilaire-en-Woëvre községekkel határos.

## Népesség
A település népességének változása:
| Lakosok száma | 98   | 70   | 76   | 69   | 80   | 73   | 60   | 56   | 54   | 67   |
|               | 1968 | 1982 | 1990 | 2006 | 2013 | 2015 | 2017 | 2019 | 2020 | 2022 |